# Melbourne shuffle
De Melbourne shuffle is een dansstijl die ontstaan is in de late jaren 80 van de twintigste eeuw in de underground-dancescene van Melbourne, Australië. De bewegingen hebben van oorsprong een jazzkarakter maar door de tijd kregen deze bewegingen een steeds modernere vorm waardoor de jazzinvloed minder merkbaar werd.

## Bewegingen
De basis van Melbourne shuffle bestaat uit voetenwerk. Er zijn drie frequent gebruikte basisbewegingen:
- Shuffle - Dit is een T-vormige beweging, waar de shuffeler naar links of naar rechts beweegt al schuivend over de grond, dit is de basisbeweging die ervoor zorgde dat de Melbourne shuffle zijn bekendheid heeft verkregen en dit is dus vanzelfsprekend een veel voorkomende beweging.
- Shuffling on the Spot - Ter plaatse shuffelen wordt gebruikt om verschillende redenen: een shuffeler kan met deze beweging energie besparen alvorens de verandering van het ritme plaatsvindt. Een shuffeler kan tevens een stap terugzetten zodat een andere danser plaats kan nemen in het midden. Armbewegingen komen hierbij ten slotte meer in de voorgrond zodat de danser de voeling en verbinding met de muziek beter kan uitdrukken, zoals de voeten dit doen met de beat. Dit zijn praktische voordelen vooral indien er zeer weinig dansruimte beschikbaar is.
- Gliding - Wanneer goed uitgevoerd lijkt het bij deze beweging erop dat de shuffeler over de vloer glijdt.

Deze drie bewegingen hebben gedurende de jaren aanpassingen gekregen en er zijn verschillende basisbewegingen bijgekomen. Tegenwoordig zijn er ongeveer vijf frequent gebruikte bewegingen herkenbaar:
1. Shuffle[1] - Deze beweging vormde jarenlang de basis, tegenwoordig is de running man de dominantste beweging op hardstyle.
2. Running man[2] - sinds enkele jaren een zeer populaire beweging waar de shuffeler ter plaatse loopt.
3. Slides[3] - de shuffelers glijden naar links en rechts. De slide is gebruikelijk een lange "glide" op de dansvloer en wordt soms gevolgd door een spin.
4. Spins[4] kunnen zowel links- als rechtsom zijn. Bij een normale spin gebruikt men één voet om zichzelf af te zetten zodat gedraaid wordt op de voet die nog op de grond staat. De draairichting bepaalt de soort van de spin.
5. Kicks[5] worden gedaan met één voet die een zijwaartse schopbeweging zelf maakt terwijl de andere gebruikt wordt om te shuffelen. Kicks kunnen laag zijn (sommige shuffelers verkiezen het om hun kick te plaatsen op de grond of laag bij de grond) en hoog zijn (heuphoogte of hoger). Het doel van de kicks is om gebalanceerd en gecontroleerd over te komen. Wanneer men meerdere kicks uitvoert verkiezen shuffelers meestal niet om het ene been te buigen terwijl het andere been nog in de lucht is.

Ook merkbaar maar minder frequent is het gebruik van kleding ter versterking van bepaalde bewegingen of om het een frequent herhaald danspatroon optisch te doorbreken. Een voorbeeld hiervan is het gebruik van een pet die in de tegengestelde richting gedraaid kan worden als de 'spin' beweging.
Bewegingen van andere stijlen zoals popping, locking en liquid worden frequent in de shuffle gebruikt.

## Muziek
De muziek waar de Melbourne Shuffelers origineel op dansten was housemuziek en hardcore house uit de jaren 90. In de vroege jaren 90 beïnvloedde ook trancemuziek de dansstijl. Niet veel later veranderde deze terug naar Minimal House. In 2007 dansen Melbourne Shuffelers op hard trance, hardstyle, hard house, psytrance, breakbeat, Tribal House, retro en.

## Dans
In en rondom Melbourne staat de dans bekend als "rocking". De naam "Melbourne shuffle" is vooral in het buitenland bekend en is ontstaan door buitenlandse dj's, feestgangers, bezoekers en de media die dit fenomeen probeerde te beschrijven. De lokale bevolking heeft dit gewoon shuffle genoemd tot 1992.
De Melbournse dansers op rave/elektronische muziek dansen doorgaans niet in competitieverband, maar slechts recreatief.

## Media
De Melbourne shuffle bleef relatief lang ongekend en 'underground' vanaf het ontstaan in de late jaren 80 en de vroege jaren 90. De term "Melbourne shuffle" is waarschijnlijk pas in 1998 voor het eerst gebruikt toen Sonic Animation's Rupert Keiller werd geïnterviewd door RAGE. Toen de interviewer aan Rupert vroeg hoe deze unieke dansstijl genoemd werd, antwoordde hij "The Melbourne Shuffle".
Sindsdien werd de term veel gebruikt binnen de relatief onbekende scene zelf, totdat eind 2002 de benaming ook verscheen op de voorpagina van een lokale krant.
De shuffle raakte ook bekend in Maleisië, waarschijnlijk door Maleisische studenten die studeerden in Melbourne. Recent heeft YouTube ervoor gezorgd dat deze dansstijl ook bekend raakte over delen van Europa en Amerika.